# Czerwone (hromada Hłejuwatka)
Czerwone (ukr. Червоне) – wieś na Ukrainie, w obwodzie dniepropetrowskim, w rejonie krzyworoskim, w hromadzie Hłejuwatka. W 2001 liczyła 825 mieszkańców, spośród których 757 wskazało jako ojczysty język ukraiński, 65 rosyjski, a 3 inny.